# Coal City (Illinois)
Coal City és una població dels Estats Units a l'estat d'Illinois. Segons el cens del 2000 tenia 4.797 habitants.

## Demografia
Segons el cens del 2000, Coal City tenia 4.797 habitants, 1.871 habitatges, i 1.305 famílies. La densitat de població era de 765,3 habitants/km².
Dels 1.871 habitatges en un 36,1% hi vivien nens de menys de 18 anys, en un 57,2% hi vivien parelles casades, en un 9,1% dones solteres, i en un 30,2% no eren unitats familiars. En el 26% dels habitatges hi vivien persones soles l'11,4% de les quals corresponia a persones de 65 anys o més que vivien soles. El nombre mitjà de persones vivint en cada habitatge era de 2,56 i el nombre mitjà de persones que vivien en cada família era de 3,1.
Per edats la població es repartia de la següent manera: un 27,5% tenia menys de 18 anys, un 8,3% entre 18 i 24, un 32,2% entre 25 i 44, un 19,4% de 45 a 60 i un 12,6% 65 anys o més.
L'edat mediana era de 34 anys. Per cada 100 dones de 18 o més anys hi havia 95,1 homes.
La renda mediana per habitatge era de 51.921 $ i la renda mediana per família de 65.509 $. Els homes tenien una renda mediana de 47.368 $ mentre que les dones 27.476 $. La renda per capita de la població era de 23.662 $. Aproximadament l'1,5% de les famílies i el 3,1% de la població estaven per davall del llindar de pobresa.

## Poblacions properes
El següent diagrama mostra les poblacions més properes.